# Peter Townsend
Peter Wooldridge Townsend (Rangún, 22 de noviembre de 1914-Saint-Léger-en-Yvelines, 19 de junio de 1995) fue un oficial de la Real Fuerza Aérea, as de la aviación, cortesano y escritor británico. Fue caballerizo de Jorge VI desde 1944 hasta la muerte de este, en 1952, y sostuvo la misma posición para Isabel II de 1952 a 1953. Fue condecorado con la cruz de vuelo distinguido y una barra, además de ser otorgado de las distinciones de la Real Orden Victoriana y de la Orden del Servicio Distinguido. 
Townsend tuvo un notorio romance con la princesa Margarita, hermana menor de Isabel II.

## Primeros años
Townsend nació en Rangún, Birmania, hijo del teniente coronel Edward Copleston Townsend  y su esposa Gladys. La familia Townsend, de Devon, tendía a enviar a sus hijos a la iglesia o las fuerzas armadas.  De 1928 a 1932, fue educado en Haileybury and Imperial Service College, en ese entonces una escuela independiente para varones.

## Carrera en la RAF
Townsend se unió a la Real Fuerza Aérea en 1933 y se entrenó en Cranwell RAF College and Airfield. Fue nombrado oficial piloto el 27 de julio de 1935. Al graduarse, se unió al 1º Escuadrón de la RAF en la RAF Tangmere volando el caza biplano Hawker Fury. En 1936 fue destinado al 36º Escuadrón de la RAF en Singapur, volando el avión torpedero Vickers Vildebeest. Esté fue promovido oficial de vuelo el 27 de enero de 1937, y regresó a Tangmere aquel año como miembro del 43º Escuadrón de la RAF. Townsend fue promovido a teniente de vuelo el 27 de enero de 1939.
La primera aeronave enemiga en caer en suelo inglés durante la Segunda Guerra mundial fue víctima de cazas del RAF Acklington en Northumberland el 3 de febrero de 1940, cuándo tres Hurricanes, del 43º Escuadrón, derribaron un Heinkel 111, del KG 26, cerca de Whitby. Los pilotos eran el Teniente de Vuelo  Townsend, el Oficial de Vuelo "Tiger" Folkes y el Sargento James Hallowes. Townsend reclamó otros dos Heinkel 111, el 22 de febrero y 8 abril. Una aeronave enemiga fue derribada en 1939 por la RAF de la base naval Escocesa de Scapa Flow durante el primer raid de la Luftwaffe sobre Gran Bretaña. Townsend fue recompensado con la Cruz de Vuelo Distinguido (DFC, por sus siglas en inglés) en abril de 1940:

Teniente de vuelo Peter Wooldridge Townsend (33178) En abril de 1940, mientras patrullaba sobre el Mar del Norte, el teniente de vuelo Townsend interceptó y atacó un avión enemigo al anochecer y después de una pelea en marcha lo derribó. Este es el tercer éxito obtenido por este piloto y en cada instancia ha demostrado cualidades de liderazgo, habilidad y determinación del más alto nivel, con poca consideración por su propia seguridad.

Para mayo de 1940, Townsend era uno de los líderes de escuadrones más capaces de la Batalla de Gran Bretaña, sirviendo durante la batalla como oficial al mando del 85º Escuadrón de la RAF, volando Hawker Hurricanes. El 11 de julio de 1940, como líder de escuadrón, Townsend interceptó un Dornier Do 17 del KG 2, dañando severamente el bombardero, hizo que el avión acabara por estrellarse en Arras. El fuego de respuesta del Dornier dañó sistema de refrigeración del Hurricane, forzando a Townsend abandonar el avión a 32 km de la costa inglesa, siendo rescatado por el HM Trawler Cape Finisterre. Fue mencionado en los despachos el mismo mes. El 31 de agosto, durante un combate contra varios Bf 110 sobre Tonbridge, Townsend fue derribado y herido en el pie izquierdo por un proyectil de cañón que atravesó el tanque de glicol y explotó en la cabina. Continuó liderando la unidad en el suelo incluso después de que esta herida provocara la amputación de su dedo gordo del pie, y regresó al vuelo operativo el 21 de septiembre. Townsend fue ascendido al rango permanente de líder de escuadrón el 1 de septiembre de 1940. Fue recompensado con una Barra a  principios de septiembre de 1940, la cual se añadió a su DFC, por liderar a su escuadrón en la protección de convoyes durante julio y agosto de 1940, derribar personalmente cuatro aviones enemigos y liderar a su escuadrón en la destrucción de al menos 10 aviones enemigos y dañar muchos otros. Parte de su cita dice:

... El éxito que se ha logrado se debe al incansable celo y liderazgo del líder de escuadrón Townsend.

Townsend supervisó la conversión del 85º Escuadrón en operaciones nocturnas en RAF Hunsdon, en Hertfordshire, durante principios de 1941. En mayo de 1941, ahora como comandante de ala y acreditado con el derribo de al menos 11 aviones enemigos, Townsend recibió la Orden de Servicio Distinguido ( DSO, por sus siglas en inglés). Su cita acreditó a Townsend como un oficial que:

... demostró poderes sobresalientes de liderazgo y organización, combinados con gran determinación y habilidad en el combate aéreo. Con sus incansables esfuerzos ha contribuido materialmente a los numerosos éxitos obtenidos por su escuadrón.

Townsend fue ascendido al rango temporal de comandante de ala el 1 de diciembre de 1941.  Más tarde se convirtió en oficial al mando de la RAF Drem en Escocia en abril de 1942 y comandó el 611º Escuadrón de la RAF, una unidad de Spitfire. Más tarde fue líder del 605º Escuadrón de la RAF , una unidad de combate nocturno , y asistió a la escuela de personal desde octubre de 1942. En enero de 1943, fue nombrado comandante en jefe de la RAF West Malling, en Kent. Su récord en tiempo de guerra fue de nueve aviones destruidos y dos compartidos, dos 'probables' y cuatro dañados.
En 1944, Townsend fue nombrado caballerizo temporal del rey Jorge VI. En el mismo año, el nombramiento se hizo permanente, y sirvió hasta 1953 cuando se convirtió en Extra Caballerizo, un cargo honorario que ocupó hasta su muerte. Terminó su servicio en tiempos de guerra con el rango temporal de comandante de ala y fue ascendido al rango permanente de comandante de ala el 1 de enero de 1949.
En agosto de 1950, Townsend fue nombrado subdirector del hogar y fue trasladado a contralor de la Reina Madre en 1952. Fue ascendido a capitán de grupo el 1 de enero de 1953, y se retiró de la Casa Real el mismo año.
Townsend se desempeñó como agregado aéreo en Bruselas de 1953 a 1956, Townsend en 1970 dijo que él y Margaret no se correspondían y que no se habían visto desde una reunión "amistosa" de 1958, "al igual que creo que mucha gente nunca ve sus viejas amigas", cuando se retiró de la RAF.

## Vida posterior
Townsend pasó gran parte de sus últimos años escribiendo libros de no ficción. Sus libros incluyen Earth My Friend (sobre conducir/pasear en bote por el mundo solo a mediados de la década de 1950), Duel of Eagles (sobre la Batalla de Gran Bretaña), The Odds Against Us (también conocido como Duel in the Dark, sobre las luchas nocturnas contra los bombarderos de la Luftwaffe en 1940-1941), El último emperador (una biografía del rey Jorge VI ), The Girl In The White Ship (sobre una joven refugiada de Vietnam a finales de la década de 1970 que fue la única superviviente de su barco de refugiados), The Postman of Nagasaki (sobre el bombardeo atómico de Nagasaki ) y Time and Chance (una autobiografía ). También escribió muchos artículos cortos y contribuyó a otros libros.

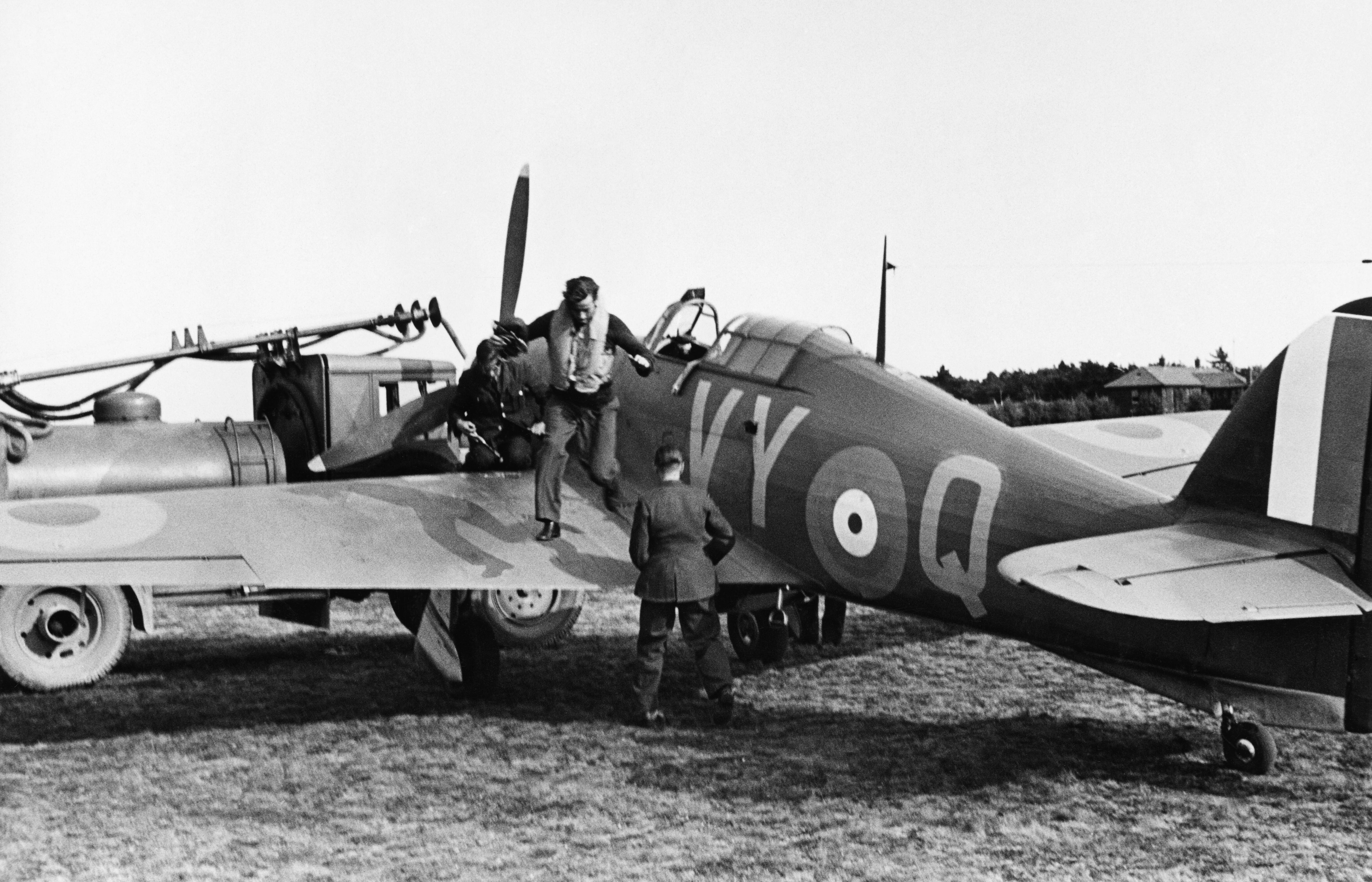
El líder de escuadrón Townsend, del 85º Escuadrón de la RAF, sale de su Hawker Hurricane en el aeródromo RAF Castle Camps, julio de 1940

Townsend fue director de una de las compañías del grupo Carroll Group.
Townsend fue uno de los varios asesores militares de la película Battle of Britain (1969). También apareció en el video de PBS, The Windsors: A Royal Family (1994).

## Vida personal
El 17 de julio de 1941, Townsend se casó con Cecil Rosemary Pawle (1921-2004). Tuvieron dos hijos, Giles (1942-2015) y Hugo (n. 1945). Townsend y Pawle se divorciaron en 1952. Pawle se casó, en segundo lugar, con John de László (hijo del pintor Philip de László), y en tercer lugar, en 1978, con John Pratt, quinto Marqués de Camden.
Después del divorcio, Townsend y la princesa Margaret formaron una relación y decidieron casarse. Le había conocido en su papel de caballerizo de su padre, el rey Jorge VI. Los divorciados sufrieron una severa desaprobación en la atmósfera social de la época y no podían volver a casarse en la Iglesia de Inglaterra si su ex cónyuge todavía estaba vivo. Su relación se consideró especialmente controvertida porque la hermana de Margaret, la reina Isabel II, era la gobernadora suprema de la Iglesia.
Cuando la noticia de la relación apareció en la prensa, el gobierno asignó a Townsend como agregado aéreo en la embajada británica en Bruselas. El 31 de octubre de 1955, la princesa Margarita emitió una declaración que puso fin a la relación: "He sido consciente de que, sujeto a mi renuncia a mis derechos de sucesión, podría haber sido posible para mí contraer un matrimonio civil. Pero, teniendo en cuenta las enseñanzas de la Iglesia que el matrimonio cristiano es indisoluble, y consciente de mi deber para con la Commonwealth, he resuelto anteponer estas consideraciones a otras ". La BBC interrumpió su programa de radio programado para transmitir el comunicado.
En 1959, a los 45 años, Townsend se casó con Marie-Luce Jamagne, una ciudadana belga que había conocido el año anterior. Tuvieron dos hijas y un hijo. Su hija menor, Isabelle Townsend, se convirtió en modelo de Ralph Lauren a finales de los 80 y principios de los 90. Isabelle Townsend y su familia se renovaron y vivieron en Le Moulin de la Tuilerie en Gif-sur-Yvette , donde habían vivido el duque y la duquesa de Windsor.

## Muerte y legado

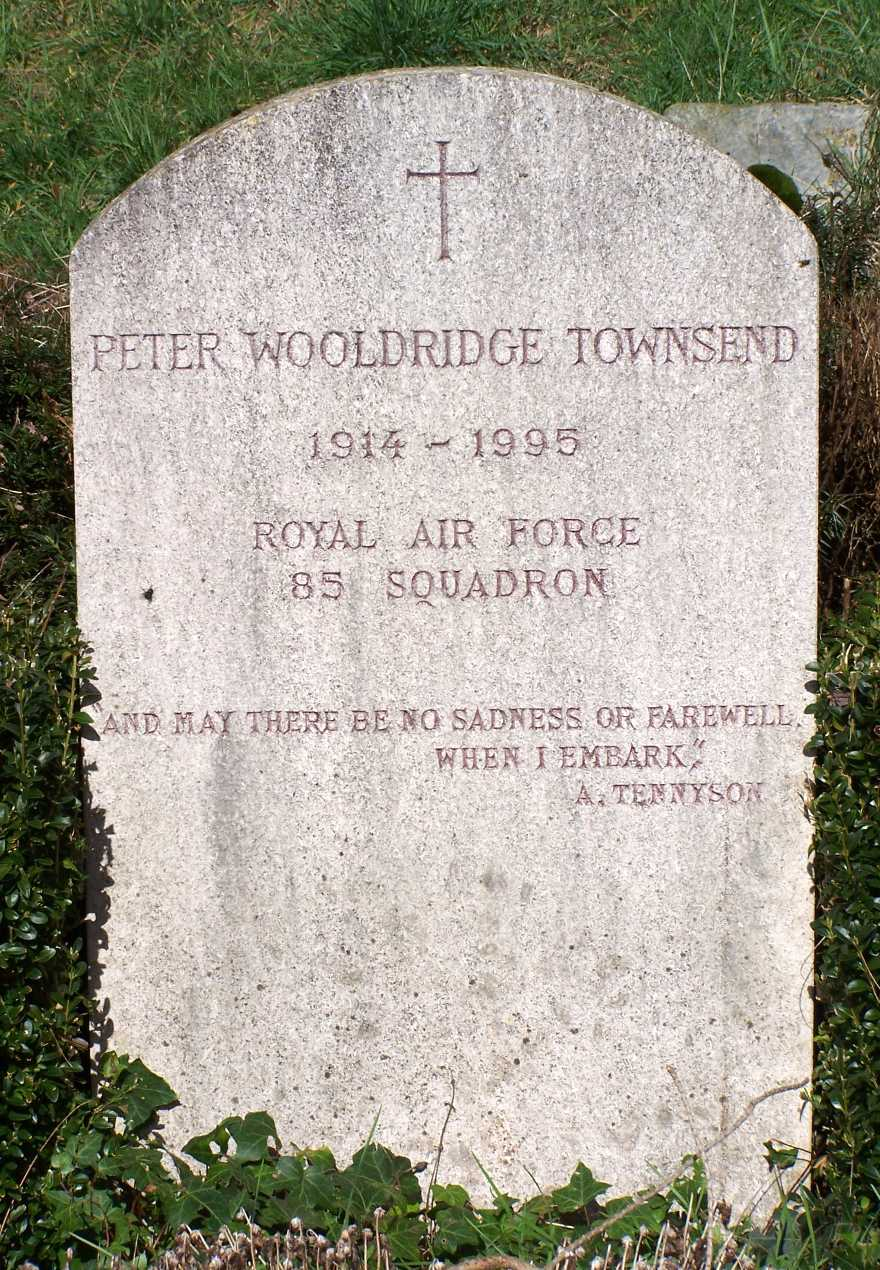
Tumba de Peter Townsend, Cementerio de Saint-Léger-en-Yvelines, Francia.

Townsend murió de cáncer de estómago en 1995, en Saint-Léger-en-Yvelines, Francia. Tenía 80 años. The Independent escribió en el obituario de Townsend que "Él también desarrolló una sensación de alivio perceptible de que las cosas salieran como lo hicieron", porque "para hombres como Mark Phillips y el eventual esposo de la princesa Margaret, Anthony Armstrong-Jones , [casarse con alguien de la familia real] resultó ser una empresa casi imposible".
En 2002, se erigió una escultura de Townsend, diseñada por Guy Portelli , en Townsend Square, parte del desarrollo de Kings Hill, en el sitio anteriormente ocupado por el aeródromo de la RAF West Malling.

## En la cultura popular
Townsend está retratado por Ben Miles y Timothy Dalton en la serie de Netflix The Crown.

## Obras seleccionadas
- Earth, my friend. Coward-McCann. 1960. OCLC 1329573.
- Duel of Eagles. Simon and Schuster. 1970. ISBN 0671206419. OCLC 119851.
- The last emperor: an intimate account of George VI and the fall of his empire. Simon and Schuster. 1976. ISBN 0671223283. OCLC 2284054.
- Time and Chance: an autobiography. Methuen. 1978. ISBN 045893710X. OCLC 4307096.
- The Girl in the White Ship. Holt, Rinehart, and Winston. 1983. ISBN 003057787X. OCLC 8387613.
- The Postman of Nagasaki. Collins. 1984. ISBN 0002170671. OCLC 12010257.
- Duel in the dark: the sequel to Duel of eagles. Harrap. 1986. ISBN 0245542477. OCLC 16801897.